# مصر للطيران الرحلة 648
في 23 نوفمبر 1985 أقلعت طائرة مصر للطيران الرحلة 648 في اتجاهها من مطار أثينا إلى مطار القاهرة الدولي، وبعد 10 دقائق من الإقلاع قام ثلاثة أشخاص تابعين لمنظمة أبو نضال باختطاف الطائرة وكانوا مسلحين بأسلحة ثقيلة، وأجبروا قائد الطائرة على الهبوط بها في مطار لوكا الدولي بمالطا، وبعد فشل المفاوضات مع المختطفين، قامت قوة عسكرية مصرية خاصة بعملية اقتحام للطائرة، وقامت بالاشتباك مع الخاطفين ونتج عن ذلك مقتل 56 شخص ممن كانوا داخل الطائرة.

## تفاصيل الرحلة
كانت الساعة تشير إلى التاسعة من مساء يوم 23 نوفمبر 1985، عندما أقلعت رحلة مصر للطيران رقم 648، والتي كانت في رحلة روتينية من أثينا إلى مطار القاهرة الدولي بالقاهرة، كانت الطائرة من طراز بوينغ 737-266، وكانت تقل 92 راكبا من جنسيات مختلفة؛ 50 راكباً مصرياً و 25 يونانيا و 13 أمريكيا ومكسيكيان و 6 من أفراد الطاقم.

### جنسيات الركاب
جنسيات الركاب:
| جنسيات           | ركاب | الطاقم | مجموع |
| ---------------- | ---- | ------ | ----- |
| أستراليا         | 1    | 0      | 1     |
| بلجيكا           | 1    | 0      | 1     |
| مصر              | 40   | 6      | 46    |
| اليونان          | 17   | 0      | 17    |
| إسرائيل          | 2    | 0      | 2     |
| الفلبين          | 7    | 0      | 7     |
| فلسطين           | 10   | 0      | 10    |
| الولايات المتحدة | 9    | 0      | 9     |
| المكسيك          | 2    | 0      | 2     |
| مجموع            | 89   | 6      | 95    |

### بداية الاختطاف
بعد إقلاع الطائرة من أثينا بعشر دقائق، قام ثلاثة أشخاص تابعين لمنظمة أبو نضال بالدخول إلى غرفة القيادة والسيطرة على الطائرة، وكانوا مسلحين بأسلحة ثقيلة وقنابل يدوية، بعد ذلك بدأ الخاطفون بالتحقق من جوازات سفر الركاب، وأثناء ذلك قام رجل أمن مصري موجود على الطائرة بإطلاق النار على الخاطفين، وتمكن من قتل أحد الخاطفين وذلك قبل أن يُقتل في نفس اللحظة على يد الخاطفين الآخرين. ونتيجة لإطلاق النار العنيف حصل ثقب في الطائرة مما أدى إلى هبوط الطائرة إلى ما دون مستوى 10000 قدم، وذلك كي يستطيع الركاب التنفس طبيعياً، أراد الخاطفين أن يتوجهوا بالطائرة إلى ليبيا، ولكن كمية الوقود في الطائرة لم تكفي فاضطروا إلى الذهاب إلى مالطا للتزود بالوقود ومن ثم إعادة الإقلاع مرة أخرى إلى ليبيا. طلب الخاطفون من سلطات الطيران المدني في مالطا الإذن بالهبوط الاضطراري في مطار لوكا الدولي، إلا إن السلطات المالطية رفضت رغبة الخاطفين بالهبوط وإعادة التزود بالوقود، وقامت بإطفاء مصابيح مدرج الهبوط، إلا أن الخاطفين أجبروا الطيار المصري على الهبوط في المطار رغم اعتراض سلطات مالطا.

### عملية التفاوض
منذ البداية رفضت السلطات المالطية هبوط الطائرة في مالطا، وبالتالي رفضت طلب الخاطفين إعادة تزويد الطائرة بالوقود، واستمرت عملية التفاوض إلى ما بعد منتصف الليل، وكبادرة حسن نية من الخاطفين، قاموا بالإفراج عن 11 راكباً ومضيفا طيران، وعندما طالت عملية التفاوض أدى هذا إلى إثارة الخاطفين وهددوا بإعدام راكب كل ربع ساعة، وهو ما تم بالفعل وبدؤوا بإعدام الركاب راكب كل ربع ساعة وقد قُتل فعلاً راكبين وأصاب ثلاثة آخرين. وكانت حكومات الولايات المتحدة الأمريكية ومصر تضغط على الحكومة المالطية لتسريع إنهاء العملية بنفسها أو حتى السماح للقوات الخاصة التابعة لهما بالتدخل إنهاء عملية الاختطاف، وعرضت الولايات المتحدة التدخل في الموقف والسيطرة على منطقة المطار عسكرياً لحين تحرير الرهائن بقواتها الخاصة.

### عملية الاقتحام
أرسلت مصر فرقة من الوحدة 777 التابعة للقوات الخاصة المصرية إلى مطار لوكا، وبعد أن طالت المفاوضات مع الخاطفين بلا فائدة، قررت القيادة السياسية المصرية الموافقة على اقتحام الطائرة وتحرير الرهائن بعملية عسكرية، على أن تبدأ هذه العملية فجر يوم 25 نوفمبر 1985، وذلك حين تقديم وجبة الإفطار إلى الركاب عبر عربات التموين. إلا إن القوة المصرية قامت بعملية الاقتحام قبل الميعاد المحدد بحوالي ساعة ونصف، وذلك من خلال أبواب الطائرة وأبواب الأمتعة، وعندما أحسَّ الخاطفان بالخطر وأن عملية الاقتحام قد بدأت؛ قاما بإلقاء قنابلهم وإطلاق النار عشوائياً في الطائرة على الركاب وعلى القوة المهاجمة، مما أدى إلى مقتل بعض الركاب واشتعال النيران داخل الطائرة.

### نهاية العملية
نتيجة لعملية الاقتحام المفاجئة وتبادل إطلاق النار؛ سقط 56 راكباً قتيلاً من أصل 88 شخصا كانوا على متن الطائرة بالإضافة إلى اثنين من طاقم الطائرة وأحد الخاطفين، بعد الاقتحام وبعد شروق الشمس وبداية عمليات الإخلاء، تمثّل الخاطف الأخير وهو قائد الجماعة الخاطفة ويُدعى «عمر محمد علي» في دور رهينة جريح، وبالفعل تم نقله إلى المستشفى وبدأت معالجته، لكن القوة المصرية تتبعت زعيم الجماعة، وحاصرت المستشفى التي يعالج فيها المسافرين وبدأت بالبحث عنه واستطاعوا التعرف عليه بعد أن تعرف عليه أحد المصابين من الحادث وتم إلقاء القبض عليه.